# كوثبرت فيكتور
كوثبرت فيكتور (بالإنجليزية: Cuthbert Victor)‏ مواليد 30 يناير 1983 في جزر العذراء الأمريكية، هو لاعب كرة سلة. بدأ مسيرته الاحترافية في سنة 2004. يلعب في الدوري الكوري لكرة السلة. يحمل الرقم 10. يبلغ طوله 6 قدم 5 بوصة (2.0 م).

## المسيرة الاحترافية
لعب مع نادي كانتابريا لكرة السلة في الدوري الإسباني في موسم 2006–2007، ثم لعب مع باسكت سرقسطة 2002 في موسم 2007–2008، ثم لعب مع منورقة لكرة السلة في الدوري الإسباني من سنة 2009 إلى 2011، ثم لعب مع لو مان سارت باسكت في الدوري الفرنسي في موسم 2012–2013، ثم لعب مع كرانسي أوكتيابر في الدوري الروسي من سنة 2013 إلى 2015، ثم لعب مع أولسان موبيس فوبوس في موسم 2015–2016.

## روابط خارجية
- كوثبرت فيكتور على موقع الاتحاد الدولي لكرة السلة (الإنجليزية)
- كوثبرت فيكتور على موقع الدوري الأوروبي لكرة السلة (الإنجليزية)
- كوثبرت فيكتور على موقع الدوري الإسباني لكرة السلة (الإسبانية)
- كوثبرت فيكتور على موقع كرة السلة الأوروبية.كوم (الإنجليزية)
- كوثبرت فيكتور على موقع كلية كرة السلة في سبورتس رفرنس.كوم (الإنجليزية)
- كوثبرت فيكتور على موقع ريلجم (الإنجليزية)
- كوثبرت فيكتور على موقع بروبوليرز (الإنجليزية)
- كوثبرت فيكتور على موقع سبورتس رفرنس (الإنجليزية)